# Murguía (Álava)
Murguía (oficialmente Murgia) es un concejo del municipio de Zuya, en la provincia de Álava, en la comunidad autónoma del País Vasco, España.

## Geografía
Capital del Valle de Zuya, está situada en el centro del valle, en la falda del monte San Fausto (751 m).

## Etimología
En 1179 y 1229 se le conoce como Zuhivarrutia y Zuivarrutia. En 1257 Çuibarrutia, en 1338 Zuibarrutia, y en 1417, en la confirmación de las Ordenanzas de Álava, se le nombra Zuibarrutia.

## Despoblado
Forma parte del concejo el despoblado de:
- Arechaga.[2]

## Historia
Se han hallado en la localidad sarcófagos altomedievales, posiblemente de los siglos IX y X, tallados en piedra arenisca. La primera noticia del Valle de Zuya aparece en la Reja de San Millán de la Cogolla de 1025, en la Merindad de Ossigani.
En el siglo XV fue escenario de enfrentamientos de la guerra de bandos al pretender los gamboínos dominar el valle. En 1450, el oñacino Fernando de Zárate, el Valeroso, murió defendiendo Murguía y se erigió una cruz de piedra que todavía se conserva en la plaza junto al ayuntamiento. En 1484, se le da por vez primera el título de villa de Monreal de Murgia por parte de Isabel la Católica.
En origen, el concejo estaba situado en su mayoría a lo largo de la carretera, hoy calle Domingo Sautu, aunque el embrión u origen de todo el pueblo fue lo que siempre se ha conocido como El Barrio, (cuyo nombre completo es El Barrio de la Cruz), situado al sureste del centro del actual concejo y separado de la misma por el río Goba, auténtico divisor de ambas zonas.
Eclesiásticamente, dependió de la diócesis de Calahorra hasta 1861, año en que se creó la diócesis de Vitoria, pasando a depender de la misma.

## Demografía
| Gráfica de evolución demográfica de Murguía entre 2000 y 2023 |
|                                                               |
| Población de derecho según los censos de población del INE.   |

## Cultura

### Patrimonio material

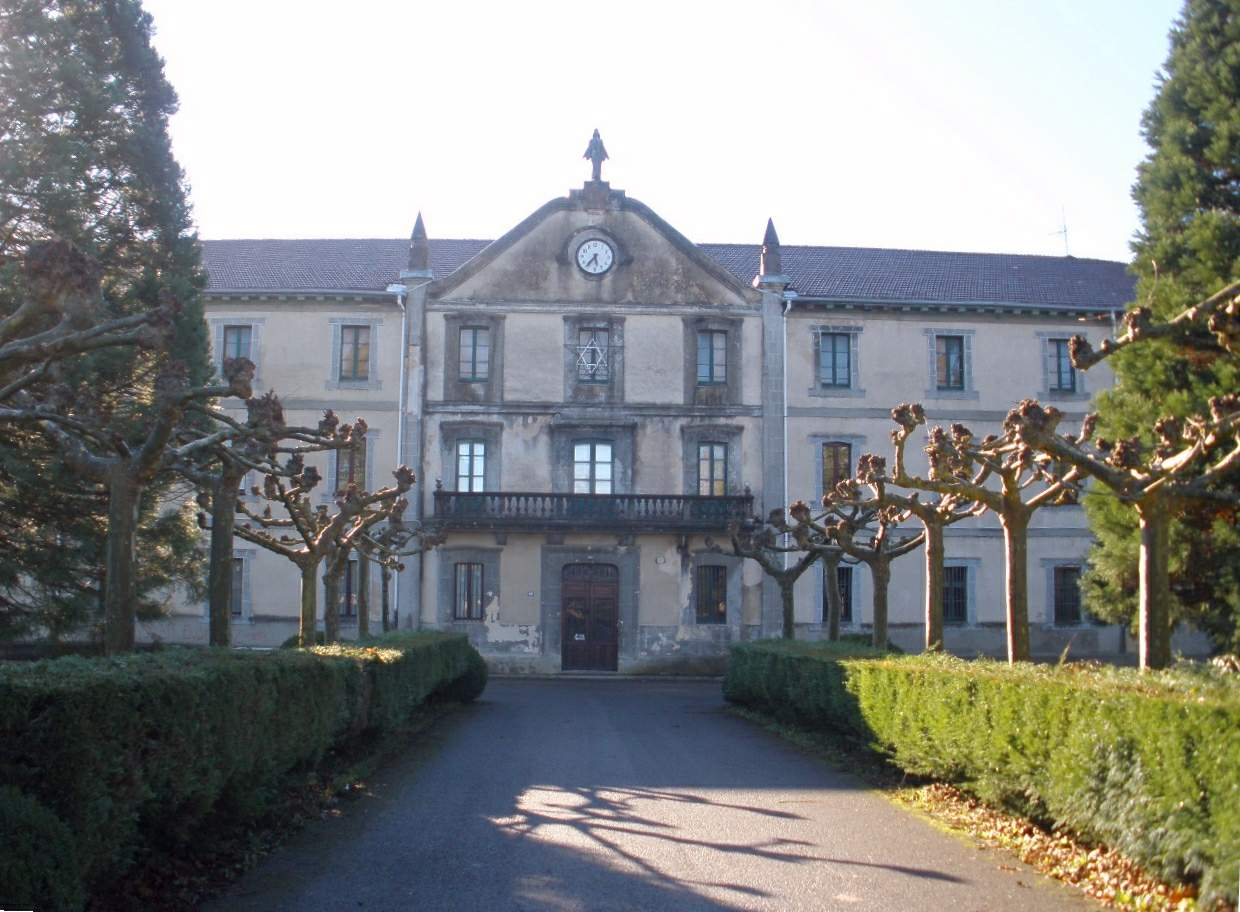
Colegio del Sagrado Corazón

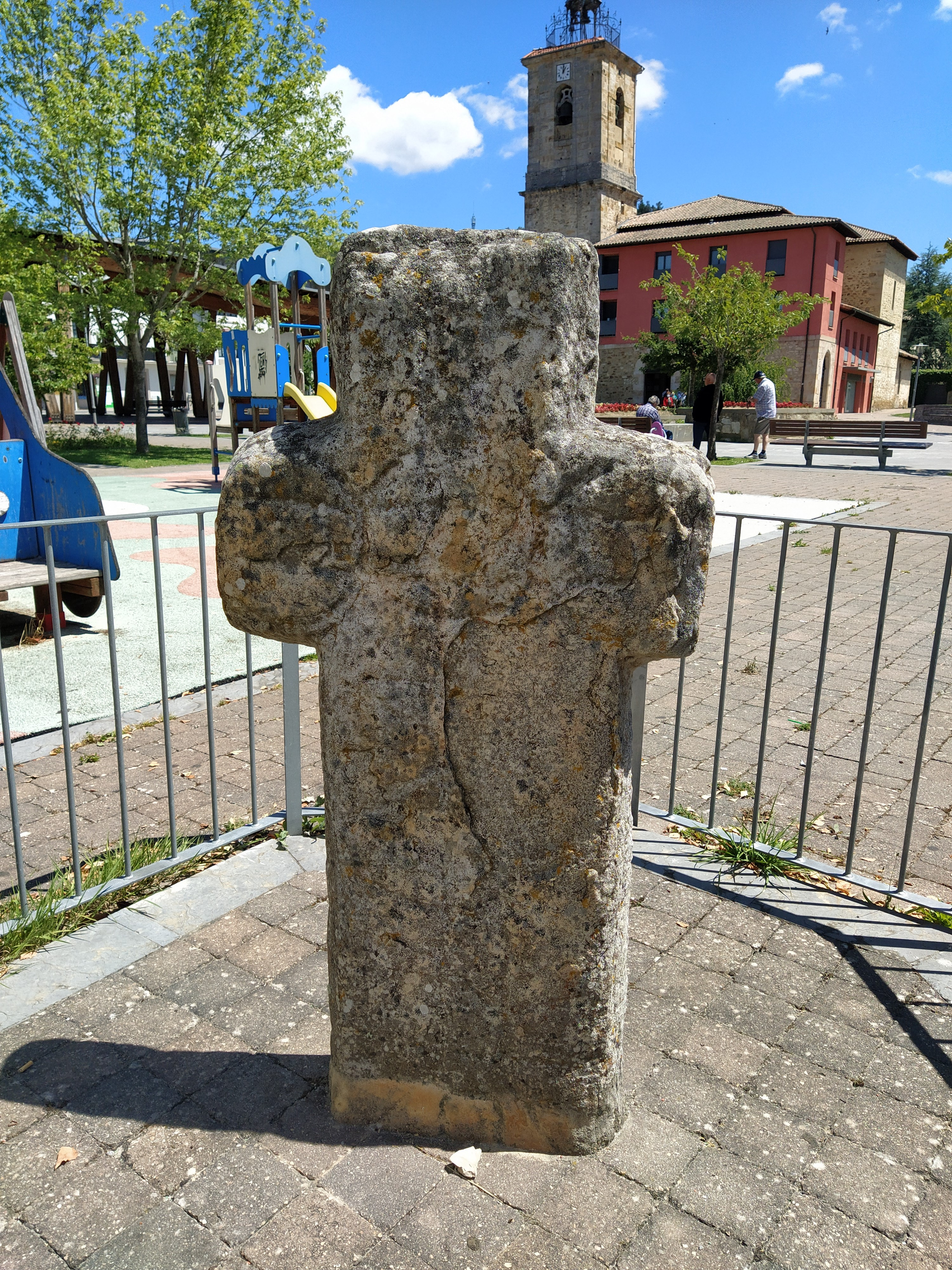
Cruz del Oñacino e iglesia de San Miguel al fondo

- Iglesia parroquial de San Miguel. Construida por el arquitecto Pantaleón Ortiz de Zárate entre 1805 y 1821. Posee un retablo mayor rococó que procede de la anterior parroquia, y que fue realizado por Manuel Moraza en 1766.
- Ayuntamiento. Edificio de arquitecturas vasca, con escudo heráldico, finalizado en 1766.
- Colegio de la Purísima Concepción.
- Colegio del Sagrado Corazón. Fue construido entre 1890 y 1906. En la Guerra Civil y la posguerra se utilizó como prisión y campo de concentración franquista, llegando a hacinarse más de 4000 prisioneros republicanos.[6] El Ayuntamiento de Zuya lo adquirió a los Padres paúles por 1 650 000 euros en 2016 para usos educativos.[7]
- Convento de las Carmelitas Descalzas. Construido en 1888.
- Palacete de Vea Murguía.
- Palacete de Corral.
- Palacio de la Marquesa.
- Palacio de Vivancos.
- Casa Iradier.
- Cruz del Oñacino.[8]
- Museo de la Miel de Murguía.
- Molino rehabilitado.[9][10]
- Fuente-abrevadero del Barrio.[11]
- Puente del Barrio.[12]
- Antiguo calero.

### Patrimonio inmaterial
- 29 de septiembre (San Miguel Arcángel).

## Personajes ilustres

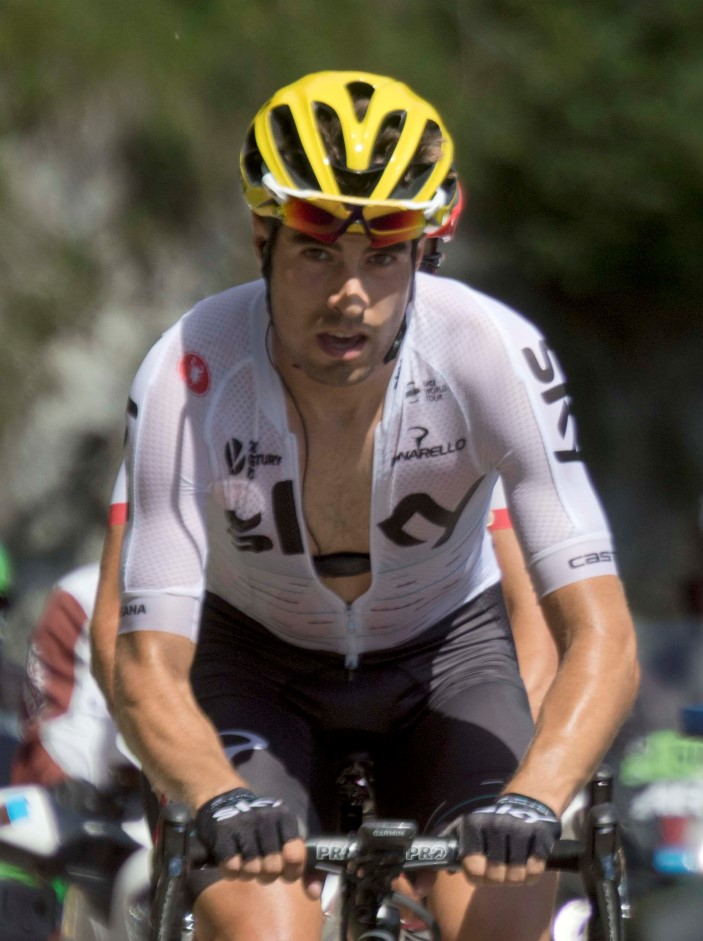
Mikel Landa

- Mikel Landa (1989-). Ciclista profesional, 3º en el Giro de Italia de 2015 y 2022, 4º en el Tour de Francia de 2017 Subcampeón de España de Contrarreloj en 2017m
- Domingo de Sautu e Isasi (1815-1903), empresario y benefactor, fundador del hospital-asilo y del Colegio del Sagrado Corazón.
- Unai Simón (1997-). Futbolista (portero). Medalla de plata en los Juegos Olímpicos de Tokio 2020, Supercampeón de España en 2021 y campeón de la Nations League en 2023. Campeón de la Copa del Rey de fútbol 2023-24 con el Athletic Club y campeón de la Euro 2024 con la Selección española de fútbol. A nivel individual ganó el Trofeo Zamora de la Primera División de España 2023-24.